# Dilum Amunugama
Dilum Amunugama (singhalesisch දිලුම් අමුණුගම, Tamil திலும்_அமுனுகம; * 9. Mai 1981) ist ein sri-lankischer Politiker der Mawbima Janatha Pakshaya (MJP), der Sarvajana Balaya und der Sri Lanka Podujana Peramuna (SLPP), der unter anderem 2022 Minister für Verkehr und Industrie war.

## Leben
Dilum Amunugama, Neffe des Politikers Sarath Amunugama, absolvierte nach dem Besuch des Trinity College in Kandy ein Studium der Betriebswirtschaftslehre an der Cardiff Metropolitan University, welches mit einem Master of Business Administration (MBA) beendete. 2010 wurde er erstmals Mitglied des Parlaments von Sri Lanka und vertrat in diesem bis 2024 den Wahlkreis „Kandy“. Am 18. April 2022 übernahm er als Nachfolger von Wimal Weerawansa im Kabinett von Premierminister Mahinda Rajapaksa das Amt als Minister für Verkehr und Industrie und bekleidete dieses bis zum Ende der Amtszeit von Rajapaksa drei Wochen später am 9. Mai 2022.